# 希 (挪威)
希是挪威阿克什胡斯郡的一個旧市镇，2020年1月1日和奧珀戈爾市镇合并为北福洛市镇，并隶属新成立的维肯郡。